# Gerardus Geldenhouwer

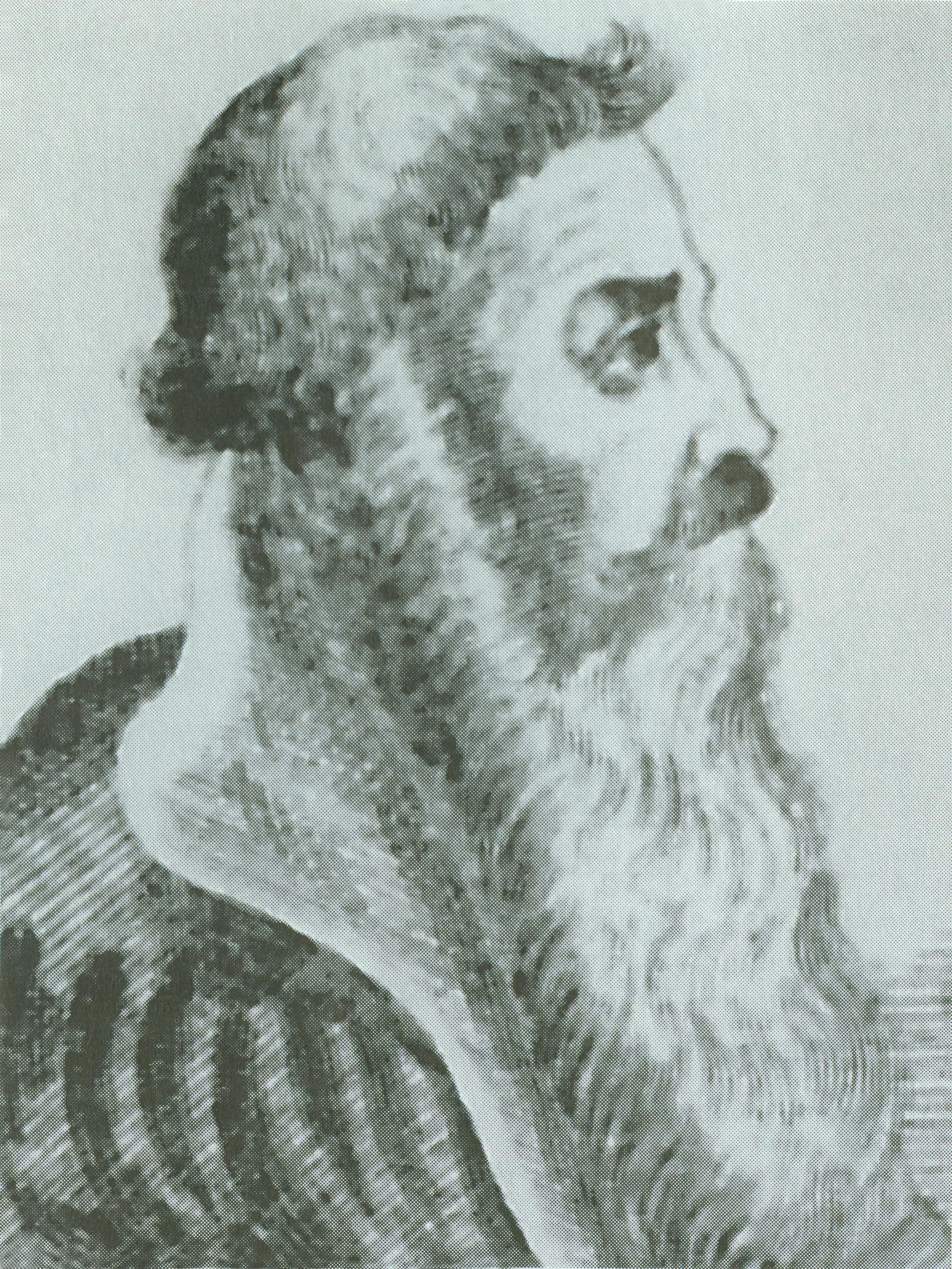
Gerard Geldenhouwer

Gerardus Geldenhouwer (Nijmegen, 1482 - Marburg, 10 januari 1542) was een Nederlands historicus.
Geldenhouwer was afkomstig uit een Nijmeegs patriciërsgezin. Zijn vader, die eveneens Gerard heette, was kamerdienaar aan het hof van Arnold en Adolf van Egmond, de hertogen van Gelre.  Hij ontving zijn opleiding aan de Latijnse School in Deventer, alvorens bij de augustijner koorheren in te treden. Na zijn intrede studeerde hij in Leuven. Hier schreef hij zijn eerste publicaties, waaronder een bundel satiren in de trant van Erasmus' Lof der Zotheid. Ook heeft hij in deze periode de druk verzorgd van verscheidene werken van Erasmus en Thomas More.
Tussen 1515 en 1524 was hij in dienst van Filips van Bourgondië. Deze onwettige zoon van Filips de Goede was eerst admiraal van Vlaanderen en later bisschop van Utrecht. In Utrecht kwam Geldenhouwer in contact met het protestantisme van Luther. Na de dood van Fillips reisde hij door de Nederlanden en Duitsland, onder andere naar de stad Wittenberg om Luther te horen. In 1526 trad hij uit de augustijner orde en trouwde.
Zes jaar later werd hij tot hoogleraar benoemd aan de nieuw gestichte Lutherse universiteit van Marburg, eerst in de geschiedenis en later in de nieuwtestamentische theologie. Geldenhouwer had zijn sporen in de geschiedenis verdiend met onder meer twee studies naar de geschiedenis van de Bataven en hun historische belang voor Gelre en de stad Nijmegen. Hij is waarschijnlijk aan de pest gestorven op 10 januari 1542.

## Publicaties
- '[Epistula] de situ Zelandiae', in: Martinus Dorpius, Dialogus, in quo Venus et Cupido omnes adhibent versutias, ut Herculem animi ancipitem in suam militiam invita Virtute perpellant, Leuven 1514
- Lucubratiuncula de Batavorum insula (1520)
- Historia Batavica. Cum appendice de vetustissima nobilitate, regisbus, ac gestis Germanorum (1530; 1533). De herziene herdruk uit 1541 is gedigitaliseerd.[1]
- Germaniae Inferioris historiae (1532)
- Germanicarum historiarum illustratio (1542)

## Uitgaven
- De vier werken Lucubratiuncula de Batavorum insula, Historia Batavica, Germaniae Inferioris historiae en Germanicarum historiarum illustratio zijn in 1998 uitgegeven en vertaald door István Bejczy en Saskia Stegeman bij uitgeverij Verloren